# Ильяэзерн
Ильяэзерн (фр. Illhaeusern) — коммуна на северо-востоке Франции в регионе Гранд-Эст (бывший Эльзас — Шампань — Арденны — Лотарингия), департамент Верхний Рейн, округ Кольмар — Рибовилле, кантон Сент-Мари-о-Мин. До марта 2015 года коммуна административно входила в состав упразднённого кантона Рибовилле (округ Рибовилле).
Площадь коммуны — 10,46 км², население — 711 человек (2006) с тенденцией к снижению: 669 человек (2012), плотность населения — 64,0 чел/км².

## Население
Численность населения коммуны в 2011 году составляла 676 человек, а в 2012 году — 669 человек.
| 1962 | 1968 | 1975 | 1982 | 1990 | 1999 | 2006 | 2011 | 2012 |
| ---- | ---- | ---- | ---- | ---- | ---- | ---- | ---- | ---- |
| 481  | 488  | 517  | 557  | 578  | 646  | 711  | 676  | 669  |

Динамика населения:

## Экономика
В 2010 году из 469 человек трудоспособного возраста (от 15 до 64 лет) 375 были экономически активными, 94 — неактивными (показатель активности 80,0 %, в 1999 году — 71,3 %). Из 375 активных трудоспособных жителей работали 354 человека (195 мужчин и 159 женщин), 21 числились безработными (8 мужчин и 13 женщин). Среди 94 трудоспособных неактивных граждан 28 были учениками либо студентами, 39 — пенсионерами, а ещё 27 — были неактивны в силу других причин.
На протяжении 2011 года в коммуне числилось 268 облагаемых налогом домохозяйств, в которых проживало 672,5 человека. При этом медиана доходов составила 23715 евро на одного налогоплательщика.

## Достопримечательности (фотогалерея)

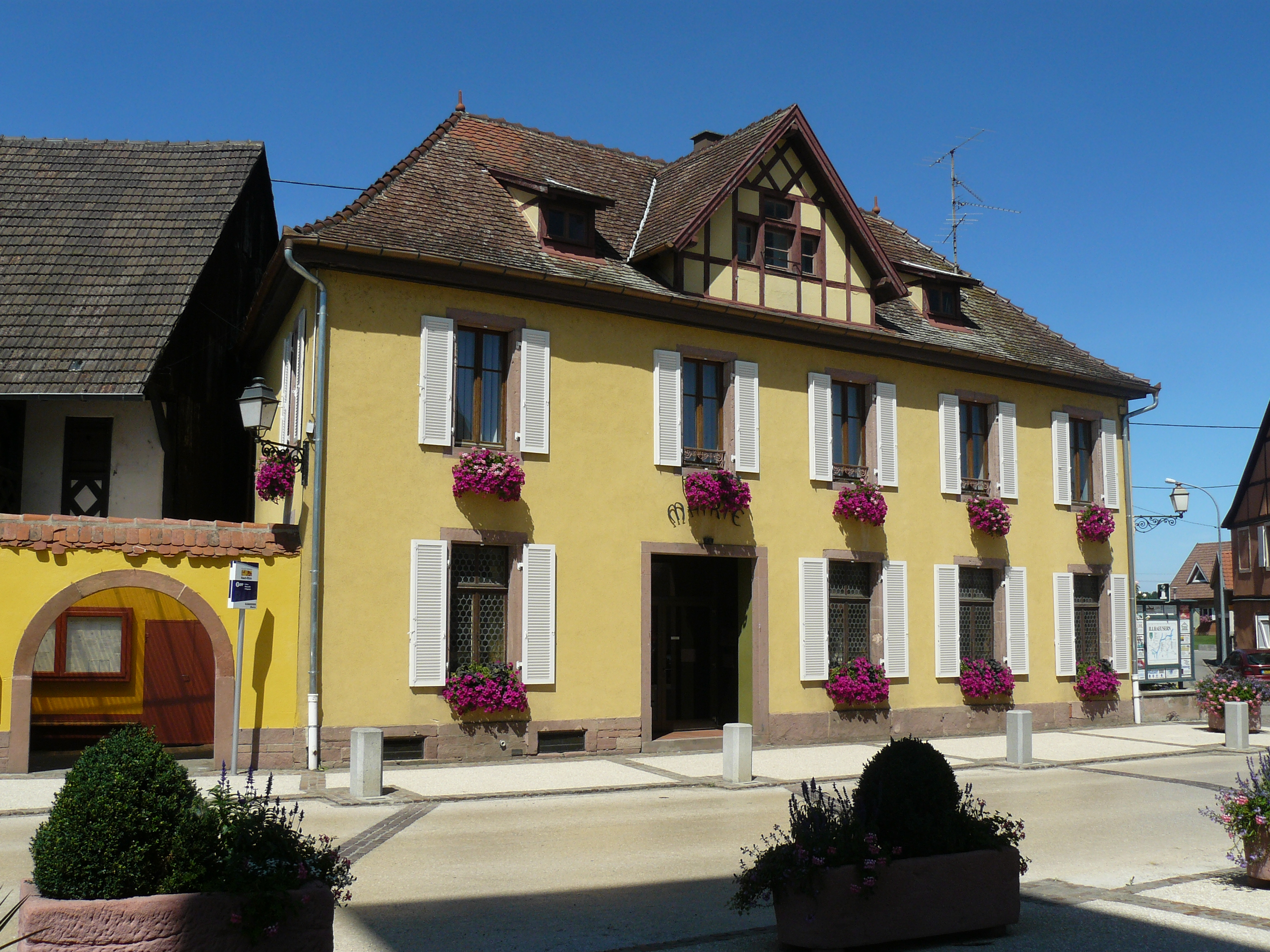
Отель
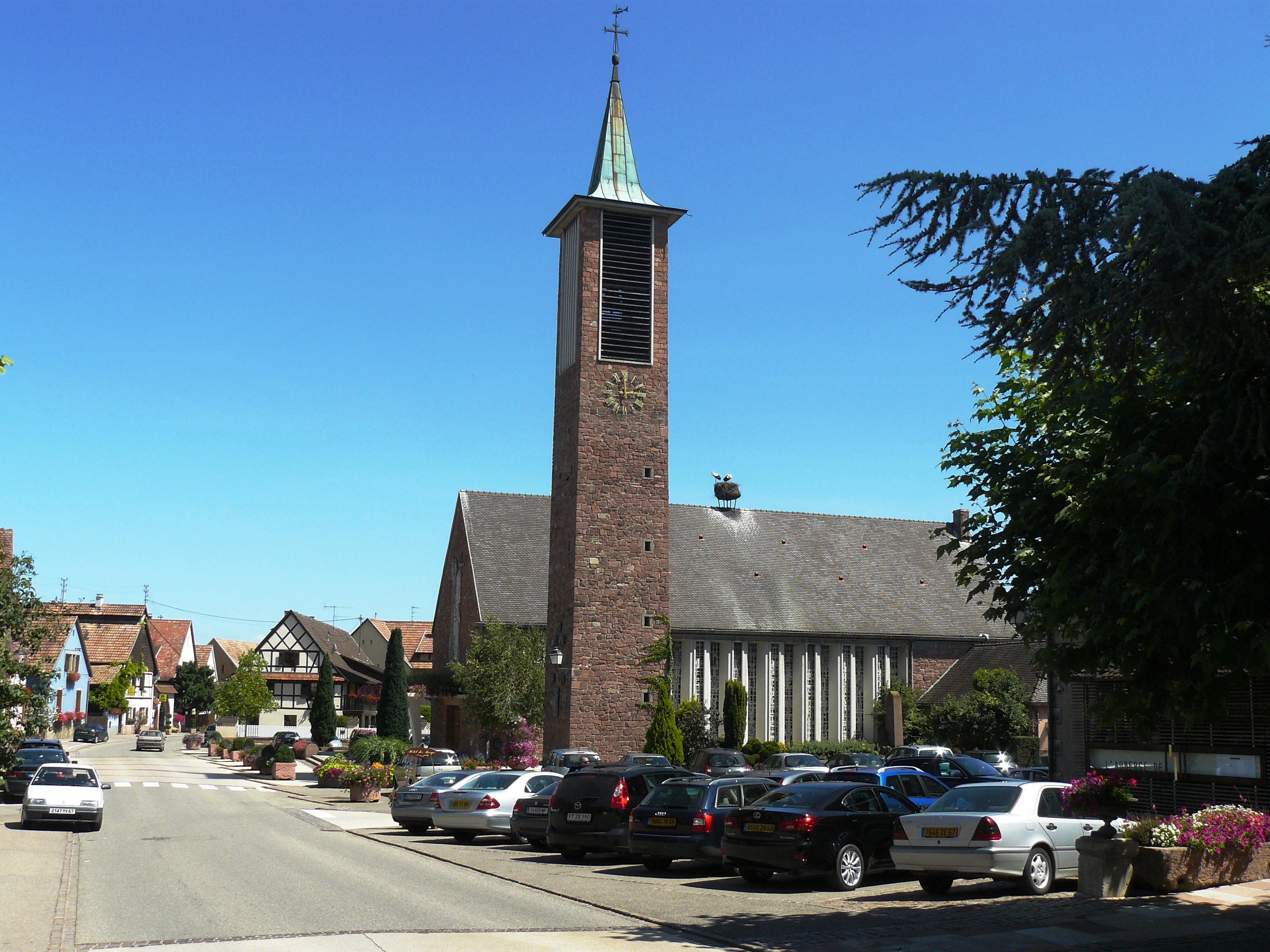
Церковь Святых Петра и Павла
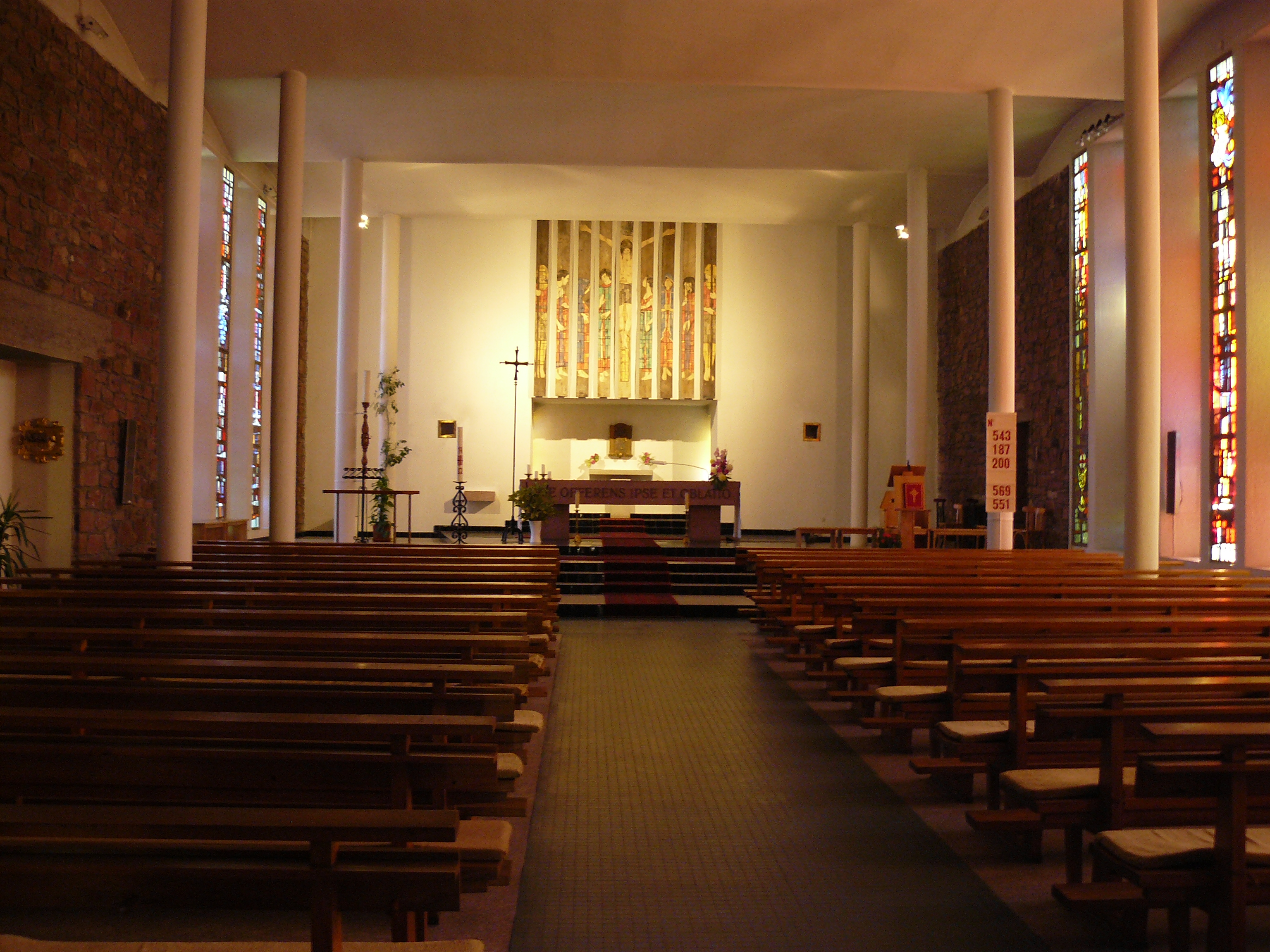
Неф
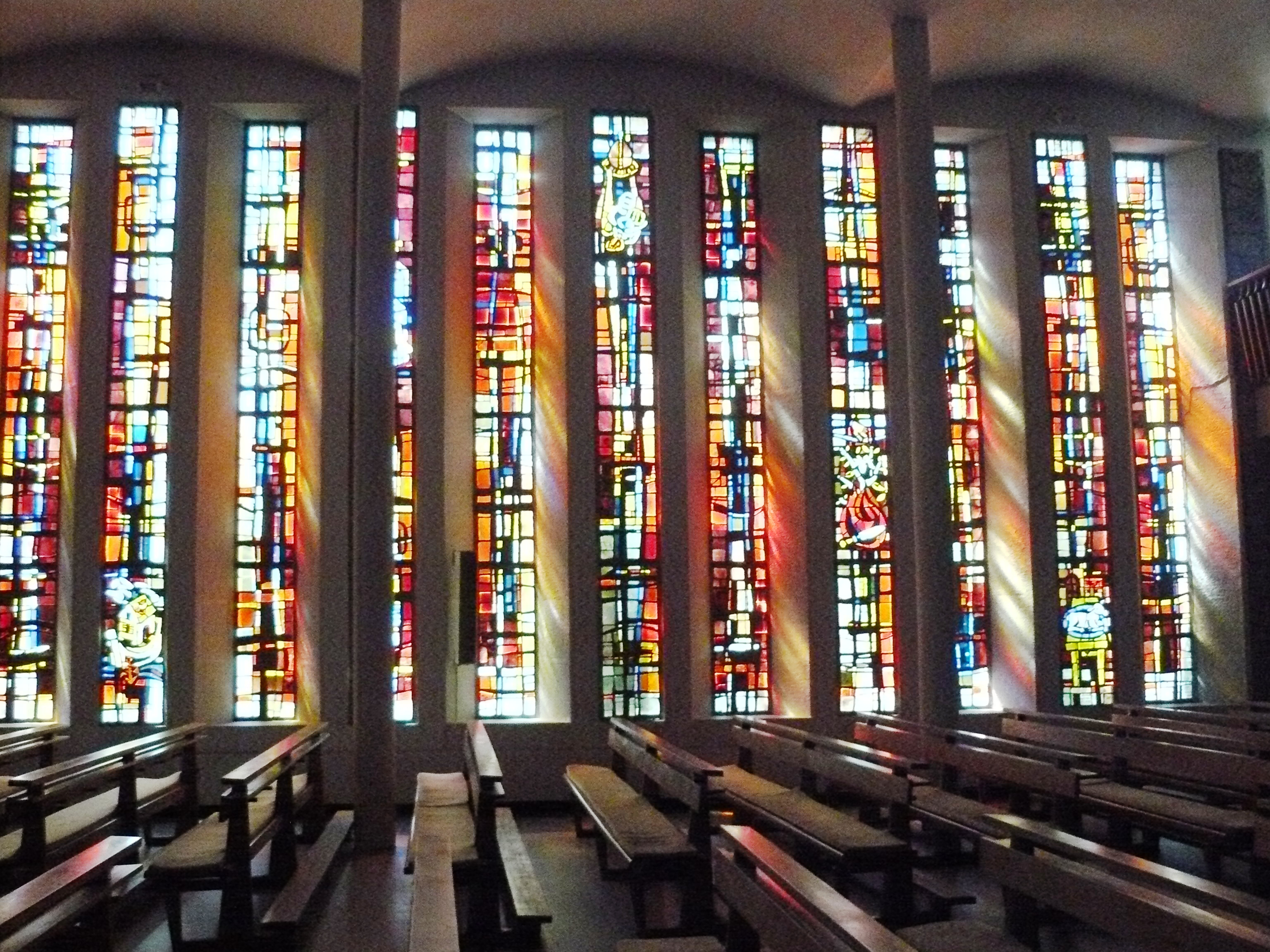
Витражи